# Малухін Костянтин Юрійович
Костянти́н Ю́рійович Малу́хін (30 грудня 1973, м. Київ, Українська РСР — 25 квітня 2015, с. Широкине, Волноваський район, Донецька область, Україна) — старший сержант Національної гвардії України, учасник російсько-української війни, псевдо «Марьячи».

## Бойовий шлях
Народився 1973 року в Києві, мешкав у Подільському районі міста.
Добровольцем став на захист України від російської збройної агресії.
Командир 2-го відділення 2-го взводу спеціального призначення 4-ї роти спеціального призначення 2-го батальйону спеціального призначення «Донбас» військової частини 3057 Східного ОТО НГУ.
Виконував завдання в секторі «М», обороняв село Широкине на підступах до міста Маріуполь.
25 квітня 2015 о 6:20, під час артилерійського обстрілу російсько-терористичними збройними формуваннями з гаубиць Д-30 околиць Широкиного, зазнав важких осколкових поранень в серце та легеню — снаряд калібру 122-мм пробив цегляну стіну приміщення старого санаторію, де перебували шестеро бійців розрахунку, троє з них дістали поранень. Завдяки діям вогневого розрахунку Малухіна напад терористів було відбито. Терористи прицільно розстріляли машину «швидкої», на під'їзді до місця бою, однак Малухіна та інших двох поранених зуміли вивезти. Під час транспортування до лікарні Маріуполя помер від поранень та великої втрати крові. У тому ж бою важкої контузії зазнав капітан Ігор Камінський, важкопоранений осколком у голову кременчужанин Євген Саленко (позивний «Альпініст») проходив довге лікування та реабілітацію в Польщі.
Побратими прощались із Костянтином у Маріупольському аеропорті, на базі сил АТО. Похований з військовими почестями на Берковецькому кладовищі Києва.
Без Костянтина лишились літні батьки, дружина та син.

## Нагороди та вшанування
За особисту мужність і високий професіоналізм, виявлені у захисті державного суверенітету та територіальної цілісності України, вірність військовій присязі, нагороджений орденом «За мужність» III ступеня (27.06.2015, посмертно).